# FK Jedinstvo Ub
El FK Jedinstvo Ub (en serbio: ФК Јединство Уб) es un club de fútbol serbio de la ciudad de Ub. Fue fundado en 1920 y juega en la Primera Liga Serbia.

## Palmarés
- Serbian League Danube (2): 1999–2000, 2002–03